# København A-Raeken (1892/1893)
København A-Raeken (1892/1893) była 4. sezonem nieoficjalnych mistrzostw Danii w piłce nożnej. W rozgrywkach brały udział tylko zespoły z Kopenhagi. Nowym mistrzem Danii został zespół Akademisk BK.

## Tabela końcowa
|   | Klub                 | M | Z | R | P | Br+ | Br- | Uwagi  |
| 1 | Akademisk BK         | 8 | 8 | 0 | 0 | 30  | 4   | Mistrz |
| 2 | Kjøbenhavns Boldklub | 8 | 6 | 0 | 2 | 32  | 4   |        |
| 3 | Boldklubben Frem     | 8 | 4 | 0 | 4 | 18  | 13  |        |
| 4 | Fri Kopenhaga        | 8 | 1 | 0 | 7 | 4   | 60  |        |
| - | Østerbros BK         | 8 | 1 | 0 | 7 | 10  | 13  |        |

Kolejność drużyn w tabeli ustalana była według liczby zwycięstw. Jeśli po regulaminowym czasie gry był remis zarządzano dogrywkę, aż któraś z drużyn rozstrzygnęła wynik na swoją korzyść.